# Cyclassics Hamburg 2025
Cyclassics Hamburg 2025 war die 28. Austragung des deutschen Radklassikers Cyclassics Hamburg, die am 17. August 2025 stattfand. In diesem Jahr firmierte die Veranstaltung zum ersten Mal offiziell als ADAC Cyclassics 2025.

## Strecke
Das Rennen startete erstmals außerhalb Hamburgs auf dem Marktplatz in Buxtehude in Niedersachsen und führte über insgesamt 207 Kilometer, wovon etwa 170 Kilometer durch das Hamburger Stadtgebiet verliefen.
Nach mehrjähriger Pause wurde auch die Köhlbrandbrücke wieder überquert. Die Anhöhe des Wasebergs musste in diesem Jahr fünf Mal erklommen werden, erstmals schon in der ersten Rennhälfte.
Das Ziel befand sich wie gewohnt in der Mönckebergstraße in der Hamburger Innenstadt.

## Teilnehmende und Organisation
Veranstalter war A.S.O. Germany, der deutsche Ableger des Tour-de-France-Veranstalters A.S.O. Die Cyclassics zählen zur UCI WorldTour. Zum neuen Titelsponsor wurde der ADAC.
Mehr als 10.000 Hobby-Radsportlerinnen und -radsportler sowie rund 160 Profis nahmen an der Veranstaltung teil.

## Straßensperrungen und Infrastruktur
Wegen des Rennens kam es zu großflächigen Sperrungen und Umleitungen rund um die Rennstrecke ab den frühen Morgenstunden. Der Startbereich war ab 06:00 Uhr gesperrt. Lokale Verkehrs- und Servicehotlines wurden eingerichtet.

## Rennverlauf und Ergebnis
Eine Ausreißergruppe mit Dries De Pooter, Johan Jacobs, Nélson Oliveira und Rory Townsend hatte zwischenzeitlich etwa fünf Minuten Vorsprung. De Pooter wurde 12 Kilometer vor dem Ziel vom Hauptfeld gestellt, Jacobs und Oliveira konnten erst wenige hundert Meter vor dem Ziel von einer Verfolgergruppe eingeholt werden. Rory Townsend hingegen verteidigte seine Spitzenposition knapp und gewann das Rennen. Direkt hinter Townsend kam es zu einem Massensprint, in dem sich Arnaud De Lie und Paul Magnier zeitgleich mit dem Sieger die Plätze 2 und 3 sichern konnten.
| Platz | Fahrer           | Nation | Team                   | Zeit                   |
| ----- | ---------------- | ------ | ---------------------- | ---------------------- |
| 01.   | Rory Townsend    | IRL    | Q36.5 Pro Cycling Team | 4:24:06 h (47,12 km/h) |
| 02.   | Arnaud De Lie    | BEL    | Lotto                  | "                      |
| 03.   | Paul Magnier     | FRA    | Soudal Quick-Step      | "                      |
| 04.   | Jasper Philipsen | BEL    | Alpecin-Deceuninck     | "                      |